# Корабокрушение
Корабокрушение се нарича катастрофа с плавателен съд или кораб, която обикновено води до неговото силно разрушаване или гибел. Под „корабокрушение“ се разбира неговото пълно или частично потъване, повреда на значими части от него или нарушаване на неговата плаваемост, които се случват в резултат на въздействие на външни или вътрешни фактори и обекти.
В резултат на корабокрушението съдът не може да се използва по предназначение без извършването на съществени ремонтни работи.
ООН има статистика за над три милиона корабокрушения, които се случват в течение на историята на развитието на нашата цивилизация.
На дъното на Големите езера (Северна Америка) има 10 хиляди потънали кораба.

## Причини за корабокрушенията
- Нарушаване на МППСС (Международни правила за предотвратяване на сблъсъци на съдовете в морето);
- Сблъсък с друг съд или обект;
- Стихийно бедствие и лоши метеорологични условия;
- Конструкционни грешки;
- Излизане от строй на оборудване;
- Лоша устойчивост на съда;
- Пожар на съда;
- Навигационни грешки;
- Разрушение на корпуса под натиска на лед (в големите ширини);
- Единични „вълни убийци“;
- Човешки фактор, пренебрегване на правилата на „добра морска практика“;
- Военни действия.

## Правов статут на потъналите съдове
Само неголяма част от Световния океан (териториалните води и вътрешните води) попадат под действието на изключителната национална юрисдикция, където правата върху потъналото имущество се определят от закона на крайбрежната държава. При това законите на страна, в чиито териториални води е намерен потънал плавателен съд, могат да са с приоритет над правото на собственост на първоначалния собственик на съда. Държавите не могат да забраняват на гражданите на други държави да се занимават с каквато и да е дейност по обекти, разположени в открито море, независимо от това, колко ценен в културно отношение се явява даденият обект. Държавите могат да забраняват спускането под вода към останките на корабокрушение, разположени в открито море, само на свои граждани.
През 2015 г. комисия на Института по международно право приема резолюция за правия режим на потъналите военни кораби и другите държавни плавателни съдове извън националната юрисдикция. Тя предвижда следните принципи:
- Товарът а борда на потъналите държавни съдове не подпада под юрисдикцията на никоя държава, освен държавата на флага;
- Товарът, принадлежащ на държавата на флага, остава собственост на тази държава;
- Товарът, принадлежащ на други държави, остава собственост на тези държави;
- ПОтъването на съда не влия на имуществените права по отношение на товара на борда. Товарът не може да бъде тревожен или отстранен без съгласието на държавата на флага.

Руските власти изхождат от дадените принципи във връзка с намеренията на Южна Корея да извади крайцера „Дмитрий Донски“, потопен от неговия екипаж през 1905 г. Изходя от аналогичния принцип на суверенния имунитет съдът в щата Флорида, през 2009 г. приема решение, че компанията Odyssey Marine Exploration трябва да предаде на Испания намерените от нея на борда на потъналия през 1804 г. испански кораб „Nuestra Senora de las Mercedes“ половин милион златни и сребърни монети.
Потъналото имущество може да представлява не само обект на вещното право, но и исторически значим обект. С цел осигуряване на опазването на подводното културно наследство, през 2001 г., е приета конвенцията на ЮНЕСКО „За опазване на подводното културно наследство“ която влиза в сила на 2 януари 2009 г. Тя се отнася само до обектите, потънали преди 100 и повече години и забранява търговската експлоатация на такива обекти.

## Големи корабокрушения според брой на жертвите
| Кораб                 | Страна         | Тонаж | Година             | Брой жертви | Причина за гибелта                               |
| --------------------- | -------------- | ----- | ------------------ | ----------- | ------------------------------------------------ |
| „Гоя“                 | Германия       | 5230  | 1945, 16 април     | ~ 7000      | СССР Атака на подводница Л-3                     |
| „Дзюнъ-йо мару“       | Япония         | 5065  | 1944, 18 септември | 5620        | Великобритания Атака на подводница HMS Tradewind |
| „Тояма Мару“          | Япония         | 7089  | 1944, 29 юни       | 5600        | САЩ Атака на подводница USS Sturgeon             |
| „Кап Аркона“          | Германия       | 27561 | 1945, 3 май        | 5594        | Великобритания Авиационна атака                  |
| „Вилхелм Густлоф“     | Германия       | 25484 | 1945, 30 януари    | ~ 5300…9300 | СССР Атака на подводница С-13                    |
| „Армения“             | СССР           | 5770  | 1941, 7 ноември    | ~ 5000      | Германия Авиационна атака                        |
| „Рюсей мару“          | Япония         | 4861  | 1944, 25 февруари  | 4998        | САЩ Атака на подводница USS Rasher               |
| „Доня Пас“            | Филипини       | 2602  | 1987, 20 декември  | 4375        | Сблъсък с танкери и пожар                        |
| „Ланкастрия“          | Великобритания | 16243 | 1940, 17 юни       | ~4000       | Германия Авиационна атака                        |
| „Генерал Щойбен“      | Германия       | 14660 | 1945, 10 февруари  | 3608        | СССР Атака на подводница С-13                    |
| „Тилбек“              | Германия       | 2815  | 1945, 3 май        | ~ 2800      | Великобритания Авиационна атака                  |
| „Залцбург“            | Германия       | 1759  | 1942, 1 октомври   | 2086        | СССР Атака на подводница М-118                   |
| „Бисмарк“             | Германия       | 50900 | 1941, 27 май       | 1995        | Великобритания Битка с британски кораби          |
| „Титаник“             | Великобритания | 52310 | 1912, 15 април     | 1495        | Сблъсък с айсберг                                |
| „Худ“, линеен крайцер | Великобритания | 41125 | 1941, 24 май       | 1415        | Германия Битка с немски кораби                   |
| „Лузитания“           | Великобритания | 31550 | 1915, 7 май        | 1198        | Германия Атака на подводница U-20                |

### Други корабокрушения
- На 27 април 1865 г. на река Мисисипи близо до Мемфис вследствие на взрив на парен котел потъва дървеният колесен параход „Султана“; общият брой на жертвите е над 1700 души. Така, това корабокрушение и до днес държи печалния рекорд за брой на жертвите сред всички подобни катастрофи, случили се в мирно време.
- На 5 юни 1983 г. – моторен кораб „Александр Суворов“, брой на жертвите от 176 до 600.
- На 31 август 1986 г. – „Адмирал Нахимов“, загиват 423 души.
- „Михаил Лермонтов“
- „Морски диамант“
- „Естония“
- „Фабрициус“
- Канонерска лодка „Елпидифор-415“
- „Булгария“
- Крушението на ферибота „Севол“
- „Ямато“
- „Британик“
- „Коста Конкордия“
- „Вилхелм Густлоф“

## Корабокрушението в живописта и скулптурата
- В живописта
- Голямата вълна в Канагава, Кацушика Хокусай
- Кракен потопява кораб.
- Летящия холандец.
- Салът с оцелелите от „Медуза“.
- Деветата вълна, Иван Айвазовски
- Битката за Синоп, Иван Айвазовски
- Корабокрушение, Иван Айвазовски
- Гибел на кораб в Ледовития океан
- Гълфстрийм, Уинслоу Хомер

- В скулптурата
- Паметник на екипажа на гвардейския броненосец „Александър III“
- Детайл от паметника в Талин, посветен на екипажа на потъналата в буря при прехода Ревел-Хелсингфорс канонерска лодка „Русалка“.
- Паметник на екипажа на клипера „Опричник“